# HMS Holderness (L48)
«Голдернес» (L48) (англ. HMS Holderness (L48) — військовий корабель, ескортний міноносець типу «Хант» «I» підтипу Королівського військово-морського флоту Великої Британії часів Другої світової війни.
«Голдернес» закладений 29 червня 1939 року на верфі компанії Swan Hunter у Волсенді. 8 лютого 1940 року він був спущений на воду, а 10 серпня 1940 року увійшов до складу Королівських ВМС Великої Британії.
Ескортний міноносець «Голдернес» брав участь у бойових діях на морі в Другій світовій війні, змагався біля західних берегів Європи.
За проявлену мужність та стійкість у боях бойовий корабель заохочений бойовою відзнакою.

## Історія служби
Весь час своєї військової служби ескортний міноносець «Голдернес» проходив у 21-й флотилії міноносців, супроводжуючи конвої поздовж східного узбережжя. 10 березня 1941 «Голдернес» збив ворожий літак.
20 лютого 1942 року він брав участь у бою з німецьким швидкісними катерами типу Schnellboote, потопивши один з них і взявши в полон 18 німецьких матросів.
За свої дії в ході Другої світової війни у Північному морі відзначений.
Після війни корабель перевели до резервного флоту в Гаріджі в 1946 році. Він залишалася там, поки його не продали на металобрухт.